# Casino Mercantil e Industrial
El Casino Mercantil e Industrial de Pontevedra, más conocido como Mercantil de Pontevedra, es una sociedad recreativa y club polideportivo de la ciudad española de Pontevedra que destaca especialmente en la práctica del tenis y el pádel. Sus instalaciones deportivas están situadas en Cons, en la parroquia de Mourente, aunque su sede social se situó durante cerca de un siglo en el centro histórico de Pontevedra.

## Historia
El Mercantil de Pontevedra nació el 17 de noviembre de 1928, fundado por un grupo de comerciantes e industriales pontevedreses. Esta sociedad fue presidida en su nacimiento por D. Celso Varela, aunque con otro nombre (Círculo Mercantil e Industrial). El Casino comenzó sus actividades de forma provisional en un bajo en el número 4 de la avenida de Santa María. La primera sede social definitiva, que contaba con salón de baile y billar, se estableció el 11 de mayo de 1929 en la calle Fernández Villaverde (antigua Cuesta de Carrillo), en un solar de la familia Riestra. En los años 1940 pasó a denominarse Unión Mercantil y en los años 1950 adoptó su nombre actual de Casino Mercantil e Industrial. La sede ocupó posteriormente varias ubicaciones, siempre en el centro histórico de Pontevedra, excepto desde 1964 a 1990 en el edificio del antiguo Hotel Engracia. 
El primer edificio construido específicamente para la sede se construyó en el año 1965 bajo la presidencia de Emilio Vázquez González. Más tarde, en 1975, el presidente Eligio Cancela García ordenó la construcción del parque deportivo de Mourente. El Casino Mercantil tuvo su sede en la calle Andrés Muruais, hasta que tuvo que venderla por motivos económicos en 1989. Tras ocupar dos sedes provisionales en las calles Naranjo y Castelao, el Casino compró para su sede el Edificio Varela en la Plaza de Curros Enríquez, en la que estuvo desde 1998 a 2023.  En 2019 el Casino Mercantil pasó a ser dirigido por Ernesto Filgueira Touriño.

## Descripción
El objetivo con el que se fundó el actual Casino Mercantil en 1928 fue el de fomentar actividades de carácter cultural, deportivo, científico, literario y de las Bellas Artes.
El Casino Mercantil tenía en 2023 un número de 700 socios y cuenta desde 2024 con socios de honor de la talla de Javier Gómez Noya o Teresa Abelleira.

### Instalaciones

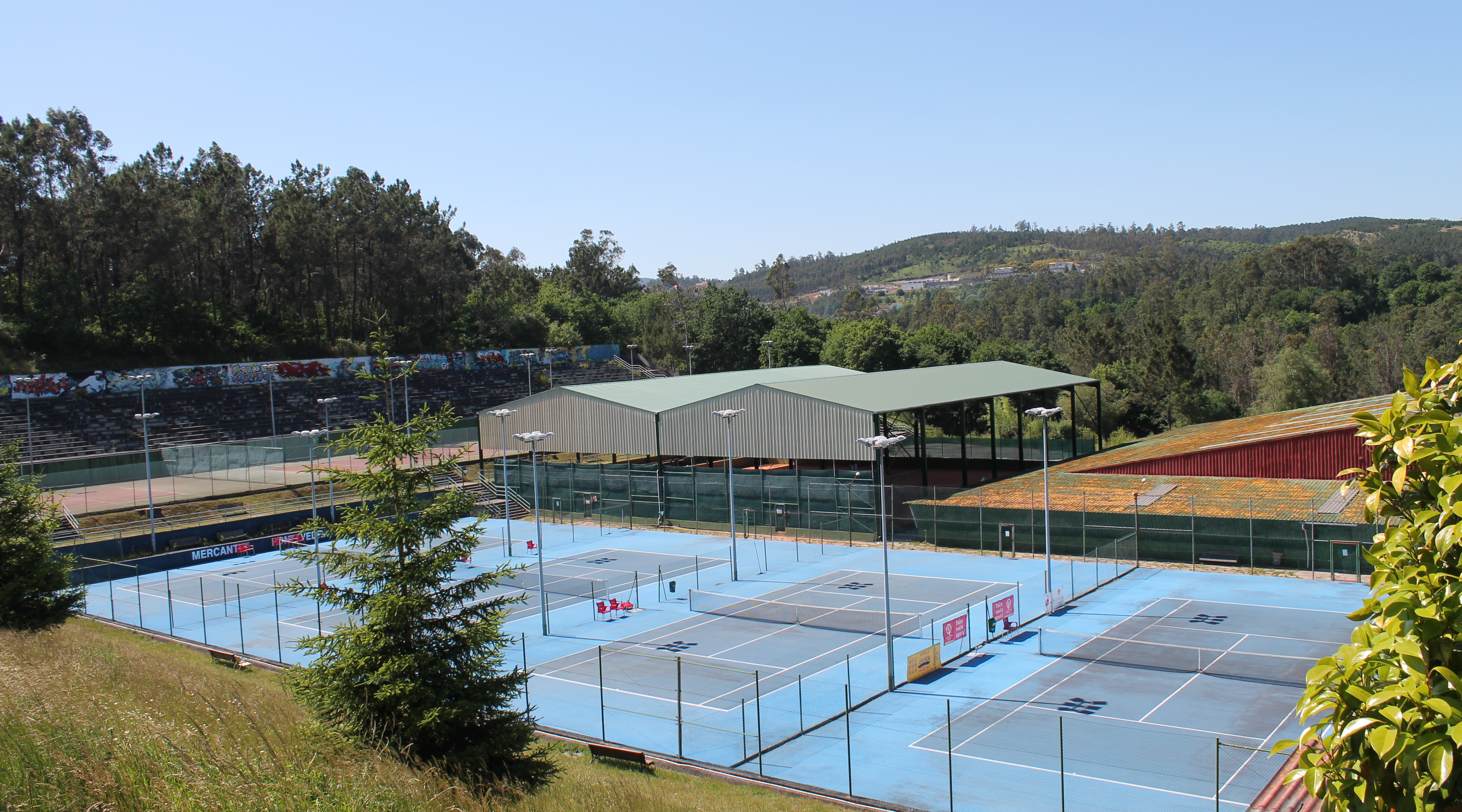
Canchas de tenis.

Las instalaciones del Casino Comercial e Industrial de Pontevedra abarcan dos áreas, una social y otra deportiva. La sede social estuvo ubicada en el Edificio Varela de la Plaza de Curros Enríquez hasta 2023. El edificio albergaba cafetería, gimnasio, salón de actos, oficinas administrativas, sala de juntas y aseos.
Las instalaciones deportivas están situadas en Mourente y cuentan con un pabellón, doce pistas de tenis (siete al aire libre, dos de tierra batida cubiertas y tres cubiertas en el pabellón), un campo de fútbol sala (en el interior del pabellón), un campo de fútbol de tierra batida que también está dedicado al tiro con arco, dos campos de arena para fútbol y voleibol, tres pistas de pádel, una pista de baloncesto, una debalonmano y tres piscinas (una olímpica, una mediana y una pequeña) con puesto de socorrismo. Además cuenta con diferentes zonas de ocio y descanso, entre las que destacan un parque infantil, una cafetería-restaurante, barbacoas al aire libre, una zona del pabellón acondicionada para ping pong y una casa de campamentos con literas y una zona de acampada anexa. El edificio de la cafetería alberga las oficinas de atención a los socios, una sala de juegos, una sala de ceremonias, una cancha de squash, un gimnasio y los vestuarios y aseos.
Dispone de dos aparcamientos y acceso adaptado para personas con movilidad reducida y cochecitos de bebé.

### Actividades
El parque polideportivo está más enfocado al tenis y al pádel que a otros deportes, aunque en verano también se puede disfrutar de otras actividades lúdicas y deportivas como la natación artística, el triatlón, el windsurf y la orientación.
En la sede del centro de la ciudad se realizaban más actividades; desde actividades deportivas (pilates, bailes latinos, danza, baile deportivo infantil, ajedrez, taichí...) y socioculturales (club gastronómico, club de poetas, actuaciones musicales, servicio de prensa y televisión, conferencias, exposiciones, fotografía, piano, guitarra, batería, solfeo, canto, coro, pintura y ganchillo, palillos o bolillos, billar, cartas y dominó) hasta campamentos (Mercantil-SuhSport, Stage de Tenis, de verano, "Portero 2000" y HQR-camp) y celebraciones (Día de Reyes, día del socio, carnaval, letras gallegas, inauguración de verano, San Juan, fiestas de la Peregrina, Feira Franca, fiestas temáticas, agosto, Samhain, Navidad, Nochevieja).